# Château de Zschorna
Le château de Zschorna (Schloß Zschorna) est un château saxon situé dans l'arrondissement de Meissen à 5km de Tauscha.

## Histoire
Un bastion est érigé en 1488 par Hugolt von Schleinitz. Le domaine passe au XVIIe siècle à Siegfried von Lüttichau, puis par mariage à la famille von Beichlingen qui agrandit le château et rehausse la toiture.
Le château de Zschorna passe par différents propriétaires, comme la famille von der Sahla au XVIIIe siècle ou les Erdmannsdorf. Il est acheté en 1852 par Boxberg, qui le fait entièrement restaurer par l'architecte de Dresde Karl Moritz Hänel. Il fait rajouter une aile au nord-ouest de trois niveaux et la tour du sud-est est rehaussée. Le château passe en 1936 au prince von Stolberg. On fait construire un baraquement au fond du parc près de la forêt pour les jeunes filles du Reichsarbeitsdienst. Un commandement soviétique s'y installe en 1945 et le château est nationalisé. Il sert de 1947 à 1990 d'école de pionniers de la Freie Deutsche Jugend, puis de colonie de vacances pour les enfants des usines d'acier de Riesa qui y reçoivent aussi une formation paramilitaire.
Les petites baraques de bois du parc (une soixantaine) peuvent être louées pour des périodes de vacances.

## Source
- (de) Historique du château